# Иверский монастырь (Енисейск)
Енисе́йский И́верский монасты́рь — женский монастырь в городе Енисейске.

## История
Основан в 1623 году игуменией Параскевой (Племянниковой), прибывшей в Енисейск из Нижнего Новгорода. Расположен в самом городе при впадении рек Мельничной и Лазаревки в реку Енисей.
Изначально монастырь назывался Рождественским, как и главный храм, сгоревший в 1673 году. Через год на его месте построили деревянную церковь в честь Владимирской иконы Божией Матери.
В 1758 году вместо прежней деревянной Христорождественской церкви при монастыре открывается каменная, в 2 этажа и 6 приделов.
В 1829 году монастырь получил от Николая I пособие в 4000 рублей. В 1842 году игуменья Евгения (Старикова) основала золотошвейное дело. Некоторое время в обители жил местночтимый святой Даниил Ачинский. После своей смерти в 1843 году он был погребён в монастыре.
Пожар в Енисейске 1869 года уничтожил все строения в монастыре. Погибли шесть монахинь. Через два года игуменье Афанасии (Потёмкиной) удалось восстановить обитель и построить новую церковь в честь Иверской Иконы Божией Матери. С тех пор монастырь получил новое название — Иверский.
К концу XIX века в монастыре была церковно-приходская школа, больница, около 60 монахинь и послушниц.

### Советский период
В 1920 году с целью сохранения монастыря монахини открывают в нём сельхозпроизводительную артель, однако в 1923 году его окончательно закрывают.

### Восстановление
Для восстановления в 1998 году в монастырь прибывает матушка Варвара. В 2002 году начал действовать восстановленный Воскресенский храм, также ведутся службы в Иверской церкви. На сегодняшний день в нём живут 7 монахинь.